# Elvira Quintana
Elvira Catalina Quintana Molina (Montijo, Badajoz, Extremadura, 7 de noviembre de 1935-Ciudad de México, 8 de agosto de 1968), conocida como Elvira Quintana, fue una actriz y cantante hispanomexicana. Como intérprete, se especializó en los géneros de bolero y ranchera.

## Biografía y carrera

### Primeros años
Elvira Catalina Quintana Molina nació en la casa número 9 de la calle Alonso Rodríguez en Montijo, España. Fue la segunda y última hija de Pedro María Quintana Gragera y de Alejandra Molina Zamora. Su hermana mayor, Juana María Quintana Molina, había nacido en 1932. Fusilaron a su padre en 1936, durante la guerra civil española y su familia se trasladó a México cuando ella tenía cinco años de edad.

### Trayectoria artística
Comenzó su carrera trabajando en teatro y luego participó como extra en algunas películas. Estudió tres años en el Instituto de la Asociación Nacional de Actores. 
Su primer papel importante fue Carmen Ochoa en «Una solución inesperada», un segmento de la película Canasta de cuentos mexicanos (1956). Consiguió su primer protagónico en El buen ladrón (1957), y fue en la película Bolero inmortal (1958), en la que debutó como cantante de bolero.

## Enfermedad y muerte

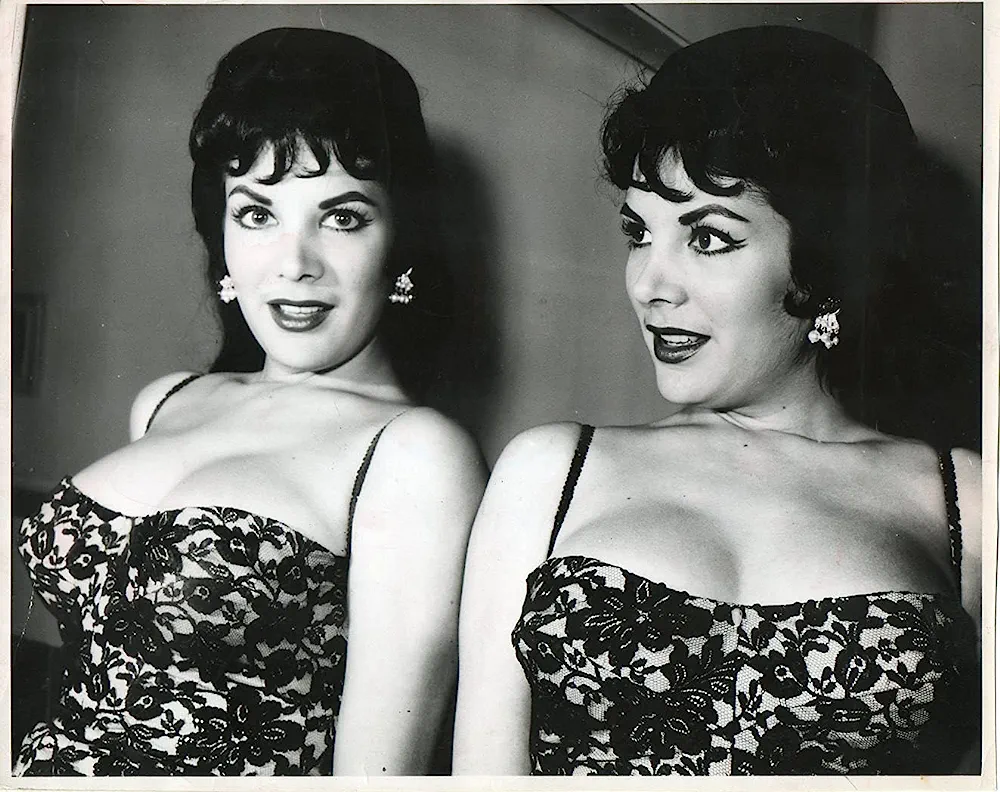
Fotografiada en 1960. Aunque sus mejoras estéticas en piernas y busto la posicionaron como un símbolo sexual de los sesenta, también fueron perjudiciales para su salud.

El 8 de agosto de 1968, Quintana falleció en Ciudad de México a los 32 años de edad, a causa de una hemorragia cerebral no traumática, provocada por la silicona líquida inyectada directamente a su cuerpo durante un procedimiento estético que se realizó, el cual además le ocasionó problemas pancreáticos e insuficiencia renal. Su cuerpo fue enterrado en la parcela de la Asociación Nacional de Actores (ANDA) del Panteón Jardín, ubicado en la misma ciudad.

## Legado
En su memoria, una calle de su natal Montijo, España, recibió su nombre.

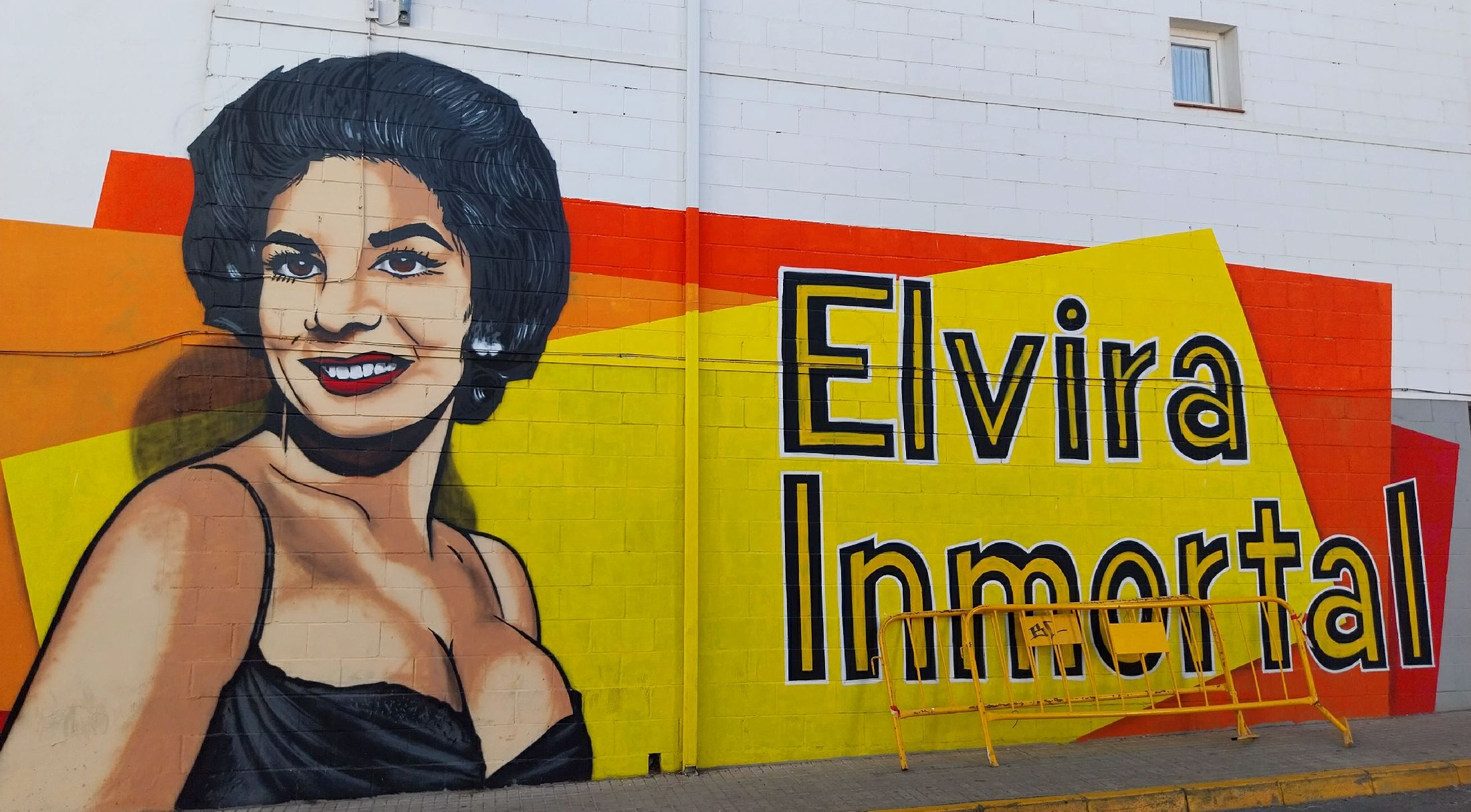
Mural a Elvira Quintana fotografiado en 2024, localizado en Montijo, España.

## Discografía

### Álbumes de estudio
| Año  | Título                                                                    | Discográfica |
| 1958 | Elvira Quintana canta la música original de la película «Bolero Inmortal» | Columbia     |
| 1960 | Mis boleros favoritos: Elvira                                             | Columbia     |
| 1963 | Elvira Quintana con La Sonora Ranchera De Arcadio Elías – Diferente       | CBS          |
| 1965 | Toda una vida... Con Elvira Quintana                                      | CBS          |
| 1966 | Acércate más                                                              | CBS          |

## Filmografía selecta
- Lo que le pasó a Sansón (1955)

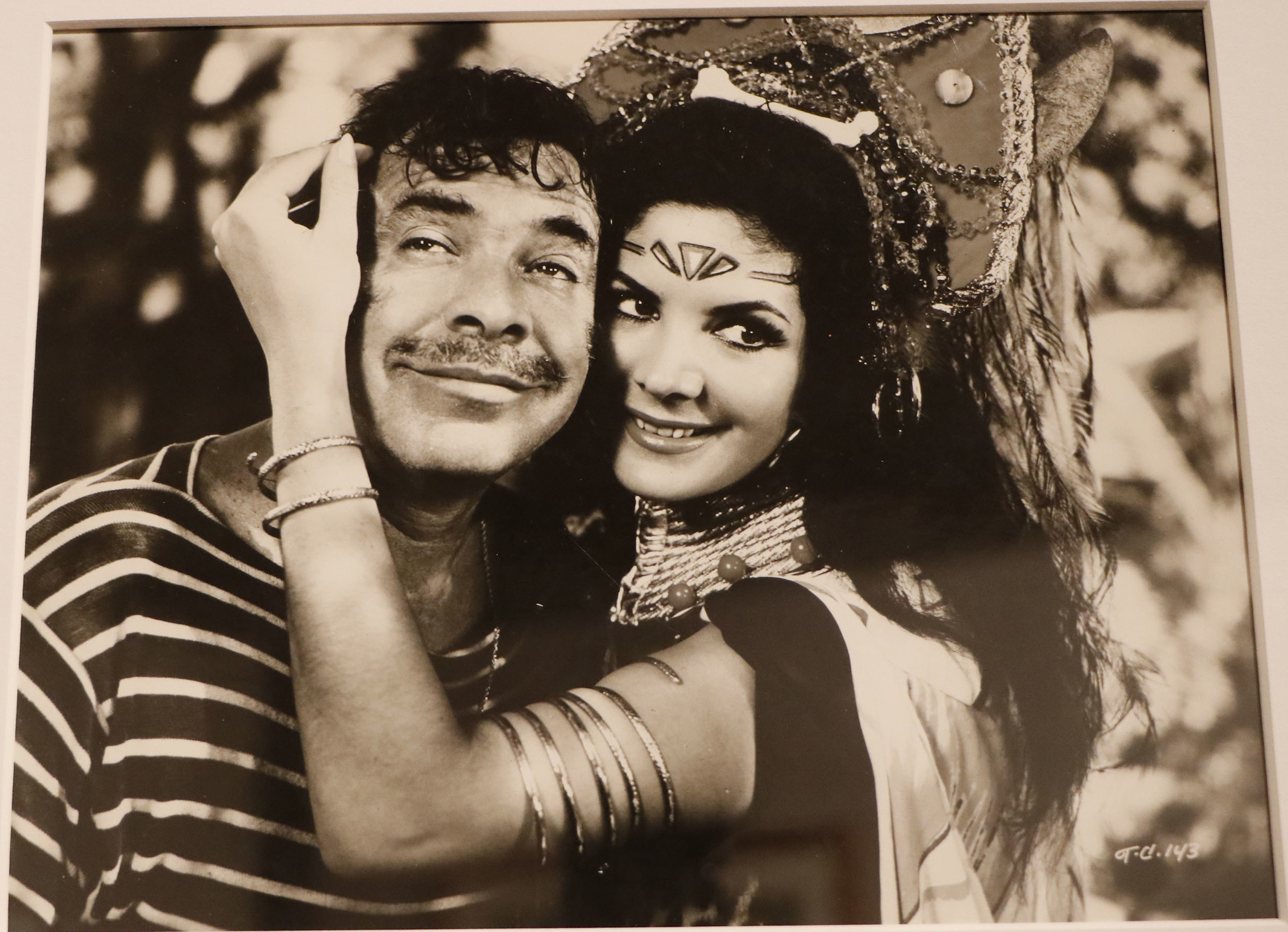
Junto a Tin Tan en Tintansón CruZoe (1965).

- Canasta de cuentos mexicanos (1956)
- El buen ladrón (1957)
- El caudillo (1957)
- Bolero inmortal (1958)
- El vestido de novia (1958)
- Gutierritos (1959)
- 800 leguas por el Amazonas (1959)
- Dos hijos desobedientes (1960)
- Poker de reinas (1960)
- El siete de copas (1960)
- Los laureles (1961)
- Una pasión me domina (1961)
- El tiro de gracia (1961)
- Duelo indio (1961)
- Enterrado vivo (1961)
- Bonitas las tapatías (1961)
- Amor a balazo limpio (1961)
- Se alquila marido (1961)
- Lástima de ropa (1962)
- La divina garza (1963)
- Tres palomas alborotadas (1963)
- Los derechos de los hijos (1963)
- Tres muchachas de Jalisco (1964)
- Los amores de Marieta (1964)
- Me llaman el cantaclaro (1964)
- Las tapatías nunca pierden (1965)
- Tintansón Crusoe (1965)
- ¡Viva Benito Canales! (1966)
- Los años verdes (1967)